# 中西英介
中西 英介（なかにし えいすけ、1937年6月6日 - ）は、日本の俳優。和歌山県出身。

## 人物
1946年、東宝ニューフェイスの1期生として東宝へ入社。同期には三船敏郎、伊豆肇、岡豊らがいた。
クレジットされる作品は少ないが、多数の作品に出演した。
東宝が専属契約制度を廃止した後も、1970年代半ばまで活動した。東宝の俳優であった中島春雄によれば、専属制度が廃止された際に中島や岡とともに中西も東宝の系列会社であるボウリング場の研修を受けていたが、長続きはしなかったという。

## 出演

### 映画
※すべて東宝配給作品
- 七人の侍（1954年） - 百姓
- ゴジラシリーズ
  - ゴジラ（1954年） - しきね乗組員[5][2]
  - ゴジラの逆襲（1955年） - 防衛隊員[1][2]
  - モスラ対ゴジラ（1964年） - 毎朝新聞社員[2]
  - 三大怪獣 地球最大の決戦（1964年） - 喫茶店のボーイ[1]
  - 地球攻撃命令 ゴジラ対ガイガン（1972年）[5]
  - ゴジラ対メガロ（1973年） - アスカ島・核実験員[6][2][注釈 1]
- おえんさん（1955年） - 荷受人
- 変身人間シリーズ
  - 美女と液体人間（1958年） - 本署の警官[7]
  - 電送人間（1960年） - スリラーショウの客
- 大怪獣バラン（1958年） - F-86Fパイロット
- 独立愚連隊西へ（1960年） - 四六三連隊将校[注釈 2]
- どぶろくの辰（1962年、東宝） - 監視人
- 天国と地獄（1963年） - 共犯者の男[注釈 2]
- クレージー映画
  - ホラ吹き太閤記（1964年） - 織田家の武将[注釈 2]
  - クレージーの無責任清水港（1966年） - 勘助の子分
  - 日本一の男の中の男（1967年） - 丸菱造船の営業部部員
  - 日本一の裏切り男（1968年） - 武の部下
- 野獣の復活（1969年） - 塚本の子分
- 愛こんにちは（1974年） - 社員

### テレビドラマ
- でっかい青春 第1話「威風堂々」（1967年、NTV）
- 大忠臣蔵 第21話「女間者」（1971年、NET）
- レモンの天使 第6話「天使よ青空に歌おう!」（1971年、CX）